# بوسیاته
بوسیاته یا بوسیاتی نوعی ماکارونی بلند هستند که منشأ آن در استان تراپانی و خاص مناطقی از کالابریا و سیسیل ایتالیا است. نام این ماکارونی را از busa گرفته‌اند، کلمه سیسیلی برای ساقه یک علف محلی به ام آمپلودسموس است که در تهیه این مدل پاستا و دادن شکل مارپیچ به آن از آنها استفاده می‌شود.
نام بوسیاته را می‌توان برای توصیف دو شکل مختلف استفاده کرد، اگرچه روش اصلی پیچیدن مشابه است:
- بوسیاته تراپانسی که به‌طور سنتی با پیچیدن مورب یک رشته از پاستا به دور شاخه آمپلودسموس تهیه می‌شود.[۵]
- ماکرونی اینفراتی به صورت عمودی در اطراف یک میله بلند مانند یک میل بافتنی پیچیده می‌شوند. شکل این نوع به بوکاتینی نزدیک تر است.[۲]

بوسیات به‌طور سنتی با پستو تراپانسه سرو می‌شود، که سسی تهیه شده از بادام، گوجه فرنگی، سیر و ریحان است.

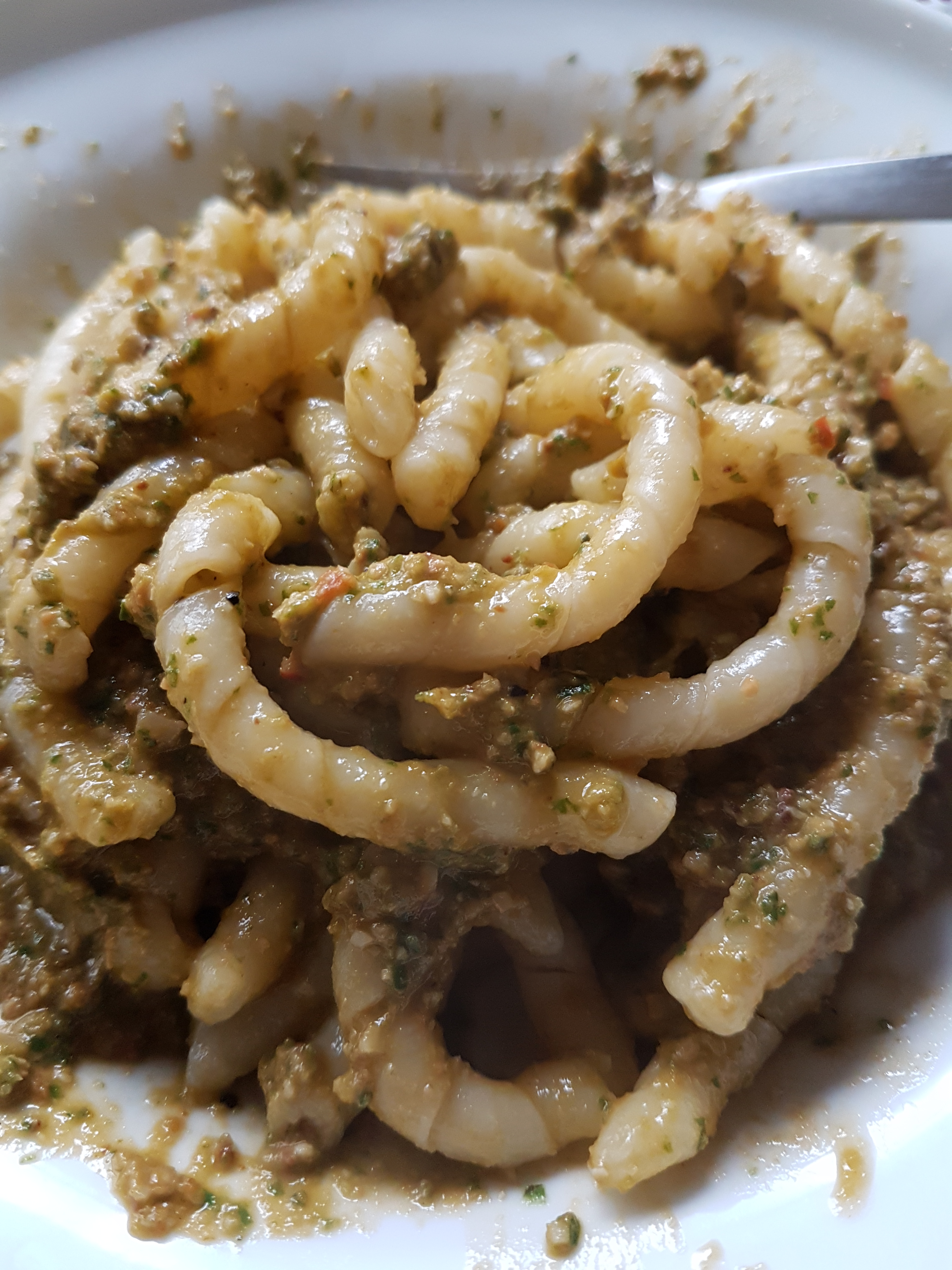
بوسیاته سرو شده با پستو تراپانسه